# Faris Moumbagna
Faris Pemi Moumbagna (* 1. Juli 2000 in Yaoundé) ist ein kamerunischer Fußballspieler.

## Karriere

### Klub
In den USA spielte er in der Montverde Academy und wechselte im Sommer 2018 zu Bethlehem Steel, wo er einige Einsätze erst in der USL und dann ab der Saison 2019 in der USL Championship sammelte, wobei er in der letzten Spielzeit hier drei Mal den roten Karton sah und allein dadurch insgesamt fünf Spiele verpasste. Nach dieser Saison wurde er dann auch vereinslos, bis er sich Mitte Mai 2020 in Norwegen wiederfand, wo er nun beim Kristiansund BK einen Vertrag unterschrieb. Dort avancierte er für den Klub in der Eliteserien schnell zum Stammspieler, kam aber zum Anfang der Spielzeit 2021 nicht mehr so viel zum Einsatz, was in einer Leihe zu SönderjyskE nach Dänemark bis Sommer 2022 mündete. Aber auch hier war er nicht so oft im Einsatz und spielte zeitweise vor allem in deren Reserve-Mannschaft. Zurück in Norwegen spielte er die Saison bei seinem Stammklub noch zu Ende und steht seither bei Bodø/Glimt unter Vertrag. Mit diesen wurde er in der Saison 2023 Meister und sammelte in Europa Conference League einiges an Spielzeit. In der Saison 2023/24 erzielte er mit den Qualifikationsspielen eingerechnet insgesamt bislang (Januar 2024) sechs Tore für sein Team.
Im Januar 2024 wechselte Moumbagna zu Olympique Marseille.

### Nationalmannschaft
Sein erstes Länderspiel im Trikot der kamerunischen A-Nationalmannschaft, hatte er am 17. November 2023 bei einem 3:0-Sieg über Mauritius während der Qualifikation für die Weltmeisterschaft 2026. Auch im darauffolgenden Qualifikationsspiel kam er dann noch zum Einsatz.
Am 28. Dezember 2023 wurde er für den finalen Kader beim Afrika-Cup 2024 nominiert.